# كوستا لومينوزا
كوستا لومينوزا (بالإنجليزية: Costa Luminosa)‏ هي سفينة سياحية تمتلكها وتديرها شركة كوستا للرحلات البحرية، تم بنائها في أحواض شركة فينكانتييري ودخلت الخدمة في عام 2009.